# 64. konjeniška divizija (ZDA)
64. konjeniška divizija (izvirno angleško 64th Cavalry Division) je bila konjeniška divizija Kopenske vojske ZDA.